# Marit Larsen
Marit Elisabeth Larsen (Lørenskog, Norveška, 1. srpnja 1983.) norveška je pjevačica i spisateljica tekstova.

## Životopis
Na scenu se probila sa sastavom M2M kojeg je osnovala sa svojom prijateljicom Marion Raven. Nakon raspada sastava 2002. godine započela je solo karijeru. Objavila je svoj prvi samostalni studijski album, Under the Surface, s novom diskografskom kućom EMI. S prvim singlom "Don't Save Me", dospjela je na vrhu norveške ljestvice singlova, dok se album plasirao na trećoj poziciji.
2006. godine Larsen je dobila MTV-evu nagradu na MTV Europe Music Awardsu za najbolju norvešku pjevačicu.
Nakon jednogodišnje stanke, Larsen se vratila na glazbenu scenu sa singlom "If a Song Could Get Me You", koji se ubrzo plasirao na prvom mjestu norveške ljestvice singlova. U lipnju 2009. godine pjesma je objavljena u zemljama njemačkog govornog područja. U Njemačkoj i Austriji pjesma se plasirala na prvoj poziciji, a u Švicarskoj na drugoj. Za ove zemlje objavljen je album koji sadrži pjesme s oba prijašnja albuma, If a Song Could Get Me You. Krajem 2009. godine započela je svoju prvu turneju u Njemačkoj i Švicarskoj.

## Diskografija

### Studijski albumi
- Under the Surface (2006.)
- The Chase (2008.)
- Spark (2011.)
- When The Morning Comes (2014.)
- Joni Was Right I & II (2016.)

### Sastavljanje albumi
- If a Song Could Get Me You (2009.)

## Vanjske poveznice
- Službena web stranica